# Paraíso (República Dominicana)
Paraíso es un municipio de la República Dominicana, que está situado en la provincia de Barahona.

## Localización
El municipio se encuentra a unos 210 kilómetros de Santo Domingo, la capital del país. Este municipio y su provincia se encuentran dentro de la región geográfica de la Sierra de Bahoruco, la cual es el sistema montañoso más meridional de las cuatro grandes cadenas de montañas que conforman el territorio nacional.
El municipio de Paraíso está ubicado a todo lo largo de la costa Sur de la Provincia de Barahona; tiene un clima tropical y dispone de exuberantes montañas e importantes balnearios con ríos de agua dulce y cristalina. A Paraíso lo separa de la ciudad de Barahona una carretera costera de unos 30 kilómetros de longitud.
Paraíso fue un Distrito Municipal del Municipio de Enriquillo hasta el año 1974. Entre sus Síndicos o Alcaldes se destacan: Miguel de los Santos Matos (Miguelito), hasta el año 1982, Partido Reformista; Alonzo Grillo Placeres, del 1982 hasta 1986, Partido Revolucionario Dominicano; Rubén Darío Carrasco Moreta, del 1986 hasta el año 1990, Partido Reformista Social Cristiano; Juan Felipe Moreta, desde el 1990 hasta el 1994, Partido Reformista Social Cristiano; Francisco Arbona Méndez (Frank), desde el 1994 hasta el 1998, Partido Reformista Social Cristiano; Alonzo Grillo Placeres, desde el 1998 hasta el año 2002, Partido Revolucionario Dominicano; Rubén Darío Carrasco Moreta, desde el año 2002 hasta el año 2010, Partido Revolucionario Dominicano; Rafael Leger Rubio, desde el año 2010 hasta el año 2020, Partido de la Liberación Dominicana; Francisco Acosta Saldaña (Panchin), desde el año 2020 hasta el año 2024, en progreso, Partido Revolucionario Moderno.

## Límites
Municipios limítrofes:
|                          | Norte: Polo y La Ciénaga     |                               |
| Oeste: Polo y Enriquillo |                              | Este: La Ciénaga y Mar Caribe |
|                          | Sur: Enriquillo y Mar Caribe |                               |

## Distritos municipales
Está formado por los distritos municipales de:
| Nombre    | Código   |
| --------- | -------- |
| Paraíso   | 06040401 |
| Los Patos | 06040402 |

El municipio de Paraíso únicamente tiene como Distrito Municipal a Los Patos; sin embargo tiene las Secciones de Ojeda y San Rafael, en la costa; Leonardo y El Platón en las zonas altas o montañosas; además dispones de parajes y lugares como: Café de las Mujeres, Charco Blanco, Los Abejones, Charco Prieto, La Isleta, Barrio Nuevo, Autá, La Lanza Abajo, Palo Treinta, Gachito, Cortico, Cachote, Las Caobas, Naranjal, La Candela, otras.

## Historia
El municipio fue fundado por una familia de apellido Medina proveniente del municipio de Neiba, los cuales se ubicaron en la ribera del río Nizaíto. En la actualidad Paraíso tiene una población estimada al 2023 en los 14 mil habitantes; a parte de los medina, en Paraíso, abundan los descendientes de apellidos: Carrasco, Matos, Féliz, Cuevas, Moreta, Mateo, Báez, Acosta, Gómez, Terrero, Méndez, Marmolejos, Arias, Ramírez, entre otros.
Existe una importante migración de sus pobladores no solo hacia países como Estados Unidos y España, sino también hacia las principales ciudades Dominicanas, esencialmente hacia Santo Domingo.

## Hidrografía
Posee un terreno montañoso y clima tropical con un rango de precipitación anual promedio de 1.000 a 1.200 mm. al año. Esa hidrografía la componen sus fuentes principales de los ríos Nizaíto, Sito y Riosito. Existen, además, decenas de afluentes que, en tiempos de lluvias, contribuyen con importantes masas de agua. Esas masas de agua generalmente se identifican como manantiales de aguas dulces, transparentes y que se consumen en el acto, es decir los habitantes de esas zonas rurales no necesitan procesarlas.
Las fuentes de aguas de Paraíso provienen de sus montañas o zonas rurales altas, como son: Cachote, Platón, La Lanza, La Malanga, Leonardo, Gachito, Charco Prieto, Charco Blanco. Otras zonas montañosas la integran: La Isleta, Barrio Nuevo, Villanizao, Café de las Mujeres, Cortico, Los Abejones, La Candela, La Caoba, entre otras.

## Economía
La gente en su mayoría se dedica al trabajo agrícola, principalmente a los cultivos de café, yautía y frutales diversos. La comunidad cuenta con los principales servicios públicos de las instituciones oficiales, tales como Salud Pública, Agricultura, Educación,  Defensa Civil y Cruz Roja. Tiene servicio de agua potable y electricidad.
Servicios Municipales, instalaciones deportivas, áreas de recreo acuático como Playa Paraíso, Playa Los Patos, Playa San Rafael, así como una extensa y vistosa playa en las inmediaciones de la sección de Ojeda.
La comunidad, además de la producción agropecuaria interna, recibe aportes de sus ciudadanos en el exterior (remesas), servicios turísticos, comercio interno, otros.

## Religión
El Catolicismo es la religión tradicional, sin embargo existen deferentes iglesias cristianas expandidas en toda la geografía del municipio de Paraíso, provincia Barahona de la República Dominicana, como son: Iglesias Evangélicas, Pentecostales, Adventistas, Rosa de Sarón, entre otras.